# República Popular China en los Juegos Paralímpicos de Pyeongchang 2018
La República Popular China estuvo representada en los Juegos Paralímpicos de Pyeongchang 2018 por un total de 26 deportistas, 20 hombres y seis mujeres.

## Medallistas
El equipo paralímpico chino obtuvo las siguientes medallas:
| Nombre                                                 | Deporte                    | Evento       |
| ------------------------------------------------------ | -------------------------- | ------------ |
| Oro                                                    |                            |              |
| Chen Jianxin Liu Wei Wang Haitao Wang Meng Zhang Qiang | Curling en silla de ruedas | Torneo mixto |
| Plata                                                  |                            |              |
| —                                                      |                            |              |
| Bronce                                                 |                            |              |
| —                                                      |                            |              |